# カルティカ航空

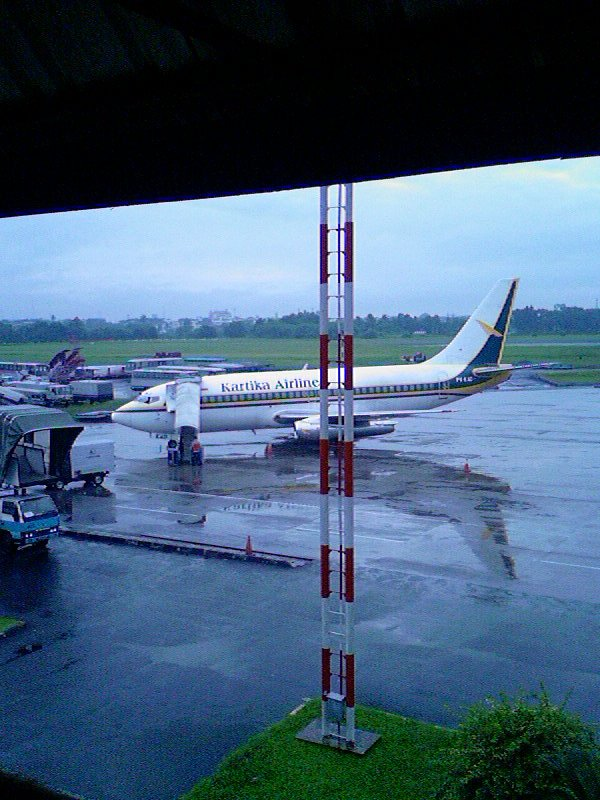
ポロニア国際空港（メダン）にて

カルティカ航空（Kartika Airlines）は、インドネシアのジャカルタに本社のある航空会社である。ハブ空港は、ジャカルタのスカルノハッタ国際空港で主にスマトラ島の路線を運航している。

## 概要
カルティカ航空は、2001年設立され、同年5月15日に開業した。PT Truba（韓国資本）が所有している。2004年11月に運航を休止したが、2005年6月15日にサービスを再開した。2007年3月、3ヶ月以内にトレーニングとメンテナンスを改善しない限り、インドネシア運輸省は7つの航空会社を閉鎖すると発表した。省は、3段階に航空会社をランク付けした。その3番目にバタビア航空などとともにカルティカ航空も挙げている。メダン、バタムより、マレーシア・ペナンへ国際線を運航していた。

## 就航路線
- パレンバン
- ジャカルタ（ハリム・ペルダナクスマ国際空港）
- スマラン
- パンカランブン

## 所有機材
機材は以下の航空機で構成される（2008年12月6日現在）
- ボーイング737-200 3機
- ボーイング737-400 1機
- マクドネル・ダグラスMD-83 1機
- スホーイ・スーパージェット100（発注済15機、ほかにスホーイの別機種15　2011年納入）